# جاكوبو دانجيلو
```
جاكوبو دانجيلو
 (حوالي 1360 - 1411) المعروف باسمه اللاتيني جاكوبوس أنجيلوس، كان باحثًا إيطاليًا وعالمًا إنسانيًا خلال 
عصر النهضة
. سمي على اسم قرية سكاربيريا في موجيلو في 
جمهورية فلورنسا
، وسافر إلى البندقية حيث كان سفير مانويل بالايولوجوس مانويل كريسلوراس يدرس اليونانية، وهي أول دورة من هذا القبيل في إيطاليا لعدة قرون. عاد دا سكاربيريا مع كريسلوراس إلى 
القسطنطينية
 (إسطنبول) - أول فلورنسي يفعل ذلك - جنبًا إلى جنب مع Guarino da Verona. في 
الإمبراطورية البيزنطية
، درس الأدب والتاريخ اليوناني في عهد ديميتريوس كيدونيس. كتب 
كولوتشيو سالوتاتي
 ليحث دا سكاربيريا على البحث في المكتبات هناك، لا سيما عن إصدارات من قواميس 
هوميروس
 واليونانية، ونتيجة لذلك قام بترجمة كتاب الجغرافيا 
بطليموس
 إلى اللاتينية عام 1406. البابا الكسندر الخامس كما لفت انتباه العلماء الغربيين إلى نصوص جديدة لهوميروس 
وأرسطو
 
وأفلاطون
.
[
1
]
[
2
]
[
3
]
```